# 法蘭西斯·卡法克小姐的失蹤
《法蘭西斯·卡法克小姐的失蹤》（英語：The Disappearance of Lady Frances Carfax）是柯南·道爾所著的福爾摩斯探案的56個短篇故事之一，收錄於《最後致意》。

## 故事簡介
福爾摩斯接到求助，指單身的卡法克小姐在洛桑失蹤了，因此請求華生先到洛桑協助調查。華生到達後四處查問，發現一個巨漢也在調查卡法克小姐，華生認為該巨漢對卡法克小姐不利，兩人發生爭執，得福爾摩斯介入才調停。福爾摩斯查探到卡法克小姐被一對騙徒騙走，不過苦無證據，直至騙徒將卡法克小姐的首飾典當，才跟蹤到騙徒，但依然找不到卡法克小姐。後來，他們終於查到騙徒將卡法克小姐放在棺木內，用另一具屍體作掩飾，以燒死卡法克小姐。

## 改編作品
- 1923年無聲電影《法蘭西斯·卡法克小姐的失蹤（法语：The Disappearance of Lady Frances Carfax）》[1]。
- 1965年電視劇《夏洛克·福爾摩斯（英语：Sherlock Holmes (1965 TV series)）》第一季第十三集《法蘭西斯·卡法克小姐的失蹤》[1]。